# Michael Lueger

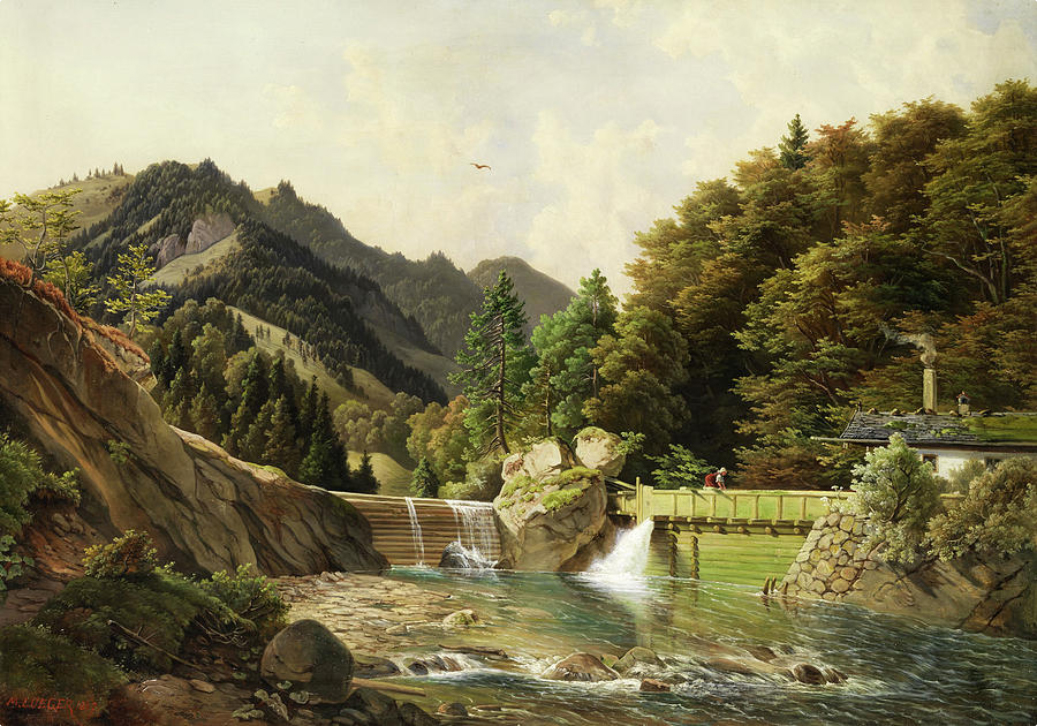
Gebirgslandschaft mit großer Bachschleuse

Michael Lueger (* 1804 in München; † 1883 ebenda) war ein deutscher Landschaftsmaler und Aquarellist.
Lueger studierte ab dem 2. November 1818 an der Königlichen Akademie der Künste in München. Nach dem Studium war er in München als Landschaftsmaler tätig. Er schuf fast ausschließlich alpine Berglandschaften.
Lueger unterrichtete lange Zeit an der Königlich Bayerischen Pagerie in München. So wird in den Jahresberichten von 1855 bis 1870 der Schule erwähnt, dass er wöchentlich zwei bzw. drei Stunden „freie Handzeichnung“ lehrte.